# 2012-es Balti kupa
A 2012-es Balti kupa egy labdarúgó esemény, amelyet 2012. június 1. és június 3. között rendeztek meg Észtországban.

## Előzmények
Ez az első alkalom, hogy Finnország is részt vesz a tornán. Ennek eredményeképpen bronzmérkőzést is rendeznek, mivel Lettország nem értett egyet abban, hogy több mint két mérkőzést játszanak. Ennek eredményeképpen, tizenegyesek döntik el a mérkőzést, ha 90 perc után döntetlen az állás.

## Helyszínek
A Tamme Stadionban, Tartu városában fogják rendezni Észtország mérkőzéseit és Võru Stadionban, Võru városában lesz a másik két mérkőzés. Tehvandi Stadion, Otepää és Viljandi linnastaadion szintén használható lett volna, de torna időszakára nem volt alkalmas.

## Mérkőzések

### Elődöntők
| 2012. június 1. |

| Lettország                                                      | 5–0 | Litvánia |
| --------------------------------------------------------------- | --- | -------- |
| Cauņa 12' (11-esből) Gauračs 17' 48' Višņakovs 35' Smirnovs 80' |     |          |

| Võru Stadium, Võru Nézőszám: 130 Játékvezető: Mattias Gestranius (Finnország) |

----
| 2012. június 1. |

| Észtország | 1–2 | Finnország   |
| ---------- | --- | ------------ |
| Oper 33'   |     | Kuqi 10' 22' |

| Tamme Stadium, Tartu Nézőszám: 2470 Játékvezető: Vadims Direktorenk (Litvánia) |

### Bronzmérkőzés
| 2012. június 3. |

| Észtország                 | 1–0 | Litvánia |
| -------------------------- | --- | -------- |
| Vladimir Voskoboinikov 18' |     |          |

| Tamme Stadium, Tartu Nézőszám: 1094 Játékvezető: Hannes Kaasik (Észtország) |

### Döntő
| 2012. június 3. |

| Finnország                                               | 1–1 | Lettország                                                   |
| -------------------------------------------------------- | --- | ------------------------------------------------------------ |
| Kolehmainen 53'                                          |     | Gauračs 54'                                                  |
| Büntetőpárbaj                                            |     |                                                              |
| Pukki Sjölund Kuqi Olaja Pasanen Sprav Hurme Kolehmainen | 5–6 | Cauņa Smirnovs Laizāns Kamešs Zjuzins Kļava Bulvītis Kozlovs |

| Võru Stadium, Võru Nézőszám: 280 Játékvezető: Gediminas Mažeika (Litvánia) |

#### Végeredmény
| Helyezés | Nemzet     | M | Gy | D | V | G+ | G– | Gk | P |
| -------- | ---------- | - | -- | - | - | -- | -- | -- | - |
| Arany.   | Lettország | 2 | 2  | 0 | 0 | 6  | 1  | +5 | 6 |
| Ezüst.   | Finnország | 2 | 1  | 0 | 1 | 3  | 1  | +2 | 3 |
| Bronz.   | Észtország | 2 | 1  | 0 | 1 | 2  | 2  | 0  | 3 |
| 4..      | Litvánia   | 2 | 0  | 0 | 2 | 0  | 6  | –6 | 0 |